# Västernärkes domsagas tingslag
Västernärkes domsagas tingslag var ett tingslag i södra Örebro län i landskapet Närke.
Tingslaget bildades den 1 januari 1948 (enligt beslut den 10 juni 1947) genom av ett samgående av Hallsbergs tingslag, Edsbergs tingslag och Askersunds rådhusrätt. 1971 upplöstes tingslaget och verksamheten överfördes till Hallsbergs tingsrätt.
Tingslaget ingick i Västernärkes domsaga, bildad 1810.

## Omfattning

### Socknarna i häraderna
- Edsbergs härad
- Hardemo härad
- Grimstens härad
- Sundbo härad
- Kumla härad

### Kommuner (1952)
Tingslaget bestod av följande områden:
- Askersunds stad
- Hallsbergs köping
- Hallsbergs landskommun
- Hammars landskommun
- Kumla landskommun
- Kumla stad
- Laxå köping
- Lekebergs landskommun
- Lerbäcks landskommun
- Svartå landskommun
- Viby landskommun